# 小川町小夜曲
《小川町小夜曲》是2014年上映的日本电影。 
负责导演和编剧的原敬之介以这部作品首次出道 ，并凭借这部作品获得了新藤兼人奖银奖 。
作品大部分拍摄是在神奈川县川崎市进行的，为了支持“川崎市振兴电影事业”而摄制，制作成本三成左右來自市民募集了约 2000 万日元。电影中的小食店“小夜子”利用了川崎区的一家空置食肆摄拍，并由一家当地建筑公司负责室内设计，以及起用了130名当地作为临时演员等各种支援工作。  。

## 演員
- 真奈美 (小夜子小店的老板娘) - 須藤理彩
- 小夜子（真奈美的女儿）-藤本泉（童年：滨田心根、土屋希）
- Okama的天使——安田显
- 女主人凉子-小林樹奈子
- 高桥洋
- 阿部進之介
- 伊香八朗
- 大浦龍宇一
- 金山一彦
- 大杉莲（特别登场）
- 大泷富次郎 -菅登未男

## 作品评价

### 获奖
- 第19届新藤兼人奖[2]
  - 银奖（原敬之介）
- 第 10 届大阪电影节[4] [5]
  - 新人女演员奖（藤本泉）
- 2016年第70届每日电影奖川崎电影奖[6]
- 第7届冲绳国际电影节邀请放映[7]
- 2014首尔国际PRIDE电影节特邀放映[8]

1. ↑  . 映画『小川町セレナーデ』.   [2014-10-15]. （原始内容存档于2022-12-02）.
2. 1 2  . 映画.com. 2014-12-05  [2014-12-09]. （原始内容存档于2022-10-19）.
3. ↑  . 神奈川新聞. 2014-01-22  [2014-10-15].[]
4. ↑  . 大阪日日新聞. 2015-01-31  [2015-02-04]. （原始内容存档于2015年2月3日）.
5. ↑  . おおさかシネマフェスティバル実行委員会.   [2015-01-04]. （原始内容存档于2015-02-03）.
6. ↑  毎日映画コンクール ファンが決めるかわさきシネマアワード「小川町セレナーデ」が最多得票」[]毎日新聞 2016年1月23日閲覧。
7. ↑  コザゲート通りレッドカーペット＆KOZAフィルムステージ （页面存档备份，存于） KOZA WEB 2015年3月1日閲覧。
8. ↑  Asia PRIDE Section "Serenade" （页面存档备份，存于）Seoul International Pride Film Festival 2014 2014年10月25日閲覧。